# Morpho absoloni
Morpho absoloni är en fjärilsart som beskrevs av May 1924. Morpho absoloni ingår i släktet Morpho och familjen praktfjärilar. Inga underarter finns listade i Catalogue of Life.